# Lauriane Duraffourg
Lauriane Duraffourg, née le 5 avril 2002, est une coureuse cycliste française spécialiste du cyclo-cross et du cross-country VTT. Elle est notamment championne du monde de cyclo-cross en relais mixte en 2024.

## Biographie
Originaire du Haut-Jura - elle vit à Maisod - Lauriane Duraffourg s'illustre dans les catégories de jeune, en cyclo-cross et VTT, tout en étudiant au Pôle Espoir de Besançon,.
En 2019 et 2020, chez les juniors (moins de 19 ans), elle se classe troisième du championnat de France de cyclo-cross et deuxième du championnat de France de cross-country. En fin d'année 2019, elle termine également troisième de la Coupe de France de cyclo-cross élites, alors qu'elle est encore junior. Elle participe également à des manches de Coupe du monde chez les élites. Le 1er février 2020, elle se classe douzième de son premier championnat du monde de cyclo-cross juniors.
Le 2 janvier 2021, elle remporte son premier cyclo-cross UCI chez les élites lors du Cyclocross International de Troyes. Neuf jours plus tard, elle se classe troisième du championnat de France de cyclo-cross espoirs. Par la suite, en VTT, elle est également troisième du championnat de France espoirs. En juillet de la même année, elle quitte la formation S1Neo-Graal-Bjorka pour rejoindre l'équipe UCI AS Bike Cross.
En décembre 2022, elle remporte une nouvelle fois le Cyclocross International de Troyes, qui compte comme manche de la Coupe de France. En janvier 2023, elle se classe quatrième de son premier championnat de France de cyclo-cross élites. En février 2024, elle est sélectionnée aux mondiaux de cyclo-cross, où elle devient championne du monde en relais mixte et se classe huitième de la course des espoirs (moins de 23 ans). En fin d'année 2024, elle se fait opérer du genou, en raison d'une rupture des ligaments croisés qu'elle traîne depuis deux ans. Elle renonce donc à la saison de cyclo-cross 2024-2025 pour se concentrer sur sa réhabilitation.

## Palmarès en cyclo-cross
- 2018-2019
  - 3e du championnat de France de cyclo-cross juniors
- 2019-2020
  - 2e de la Coupe de France juniors
  - 3e de la Coupe de France élites
  - 3e du championnat de France de cyclo-cross juniors
- 2020-2021
  - Troyes Cyclocross International, Troyes
  - 3e du championnat de France de cyclo-cross espoirs
- 2021-2022
  -  Championne de France de cyclo-cross en relais mixte
- 2022-2023
  - Coupe de France #5-Troyes Cyclocross International, Troyes
  - 2e du championnat de France de cyclo-cross en relais mixte
  - 2e du championnat de France de cyclo-cross espoirs
  - 3e de la Coupe de France
  - 9e du championnat du monde de cyclo-cross espoirs
  - 9e du championnat d'Europe de cyclo-cross espoirs
- 2023-2024
  -  Championne du monde de cyclo-cross en relais mixte
  - 8e du championnat du monde de cyclo-cross espoirs

## Palmarès en VTT

### Championnats du monde
- Leogang 2020
  - 9e du cross-country juniors
- Glasgow 2023
  - 7e du cross-country espoirs

### Championnats de France
- 2019
  - 2e du cross-country juniors
- 2020
  - 2e du cross-country juniors
- 2021
  - 3e du cross-country espoirs
- 2024
  - 2e du cross-country espoirs